# Pompeo Ghezzi
Pompeo Ghezzi (Gorgonzola, 4 giugno 1869 – Erba, 17 aprile 1957) è stato un arcivescovo cattolico italiano.

## Biografia
Pompeo Ghezzi nasce il 4 giugno 1869 da Angelo e Caterina Ratti, a Gorgonzola (provincia e arcidiocesi di Milano).

### La formazione
Entrato a dodici anni nell'Oratorio di San Carlo di Milano. Successivamente prosegue gli studi filosofici e teologici presso il seminario maggiore di Milano. Viene ordinato sacerdote nella cattedrale ambrosiana l'11 giugno del 1892.

### L'apostolato iniziale
Il primo incarico pastorale affidato al giovane sacerdote è quello di coadiutore del parroco di Luino, sul Lago Maggiore. Il 3 novembre 1893 diviene canonico curato di una delle sei parrocchie di Treviglio, popoloso borgo in provincia di Bergamo e Arcidiocesi di Milano. Poco più di un mese dopo, il 10 dicembre 1893 è tra i fondatori della Cassa Rurale e delle Cooperative fra Contadini. Tra i sui collaboratori nelle opere sociali vi è Ferruccio Mentasti, padre di Piero Mentasti, futuro parlamentare.

#### La lotta in favore dei ceti più poveri e l'impegno sociale
Le iniziative a carattere sociale promosse dal Ghezzi mirano a promuovere i ceti meno abbienti, spesso sfruttati dai datori di lavoro e dai proprietari terrieri. La cooperativa tra i contadini, infatti, prende in affitto le terre da essi lavorate, costituendo così uno dei primi esempi in Italia di questo genere di intervento. Tra i tanti giovani seguiti da don Pompeo nella vita di fede vi è anche Giovanni Rossi (1887-1975), futuro prete, che nel 1939 fonderà ad Assisi la Pro Civitate Christiana.
Alle elezioni politiche del 1904 don Pompeo Ghezzi si impegna a sostenere la candidatura nel collegio di Treviglio del cattolico Agostino Cameroni, avversario di Adolfo Engel, vicemaestro della massoneria italiana, candidato di area liberale. Nel 1910 il Ghezzi, insieme ad altri, viene accusato di falso a motivo della deposizione delle firme di un centinaio di contadini, fatto che permette loro l'esercizio del voto passivo. Al termine del processo gli imputati vengono assolti per l'inesistenza del reato.
Nello stesso 1910 il Ghezzi è eletto presidente della Società Cattolica Maschile del Mutuo Soccorso.

### Vescovo di Sansepolcro
Il 27 novembre 1911 papa Pio X lo elegge vescovo di Sansepolcro. Il 14 gennaio 1912 riceve la consacrazione episcopale dal cardinale Andrea Carlo Ferrari nel santuario della Madonna delle Lacrime di Treviglio. La nomina del Ghezzi deve essere stata accolta malvolentieri dagli ambienti politici, tanto che il regio exequatur per la presa di possesso della diocesi viene concesso con un lungo ritardo. Il 15 settembre 1912 prende possesso della diocesi tramite mons. Enrico Merizzi, suo fedele collaboratore. Il 6 ottobre seguente il vescovo Ghezzi entra in diocesi.
Agli inizi del suo episcopato stringe una forte collaborazione con i vescovi delle vicine diocesi, specialmente con Carlo Liviero di Città di Castello e Giovanni Battista Nasalli Rocca di Corneliano di Gubbio.
Nel suo lungo episcopato compie cinque visite pastorali e presiede un sinodo diocesano nel 1941. Nel 1919 fonda in diocesi l'Azione Cattolica Italiana; nel 1928 approva l'apertura a Sansepolcro di una casa delle Suore Francescane della Misericordia e nel 1921 ottiene l'approvazione del culto al beato Angelo Scarpetti; provvede alla traslazione nella cattedrale delle salme dei vescovi Giuseppe Singlau e Giustino Puletti. Tra 1934 e 1943 promuove radicali restauro alla cattedrale.
Come vescovo di Sansepolcro ha modo di conoscere don Giulio Facibeni, originario della diocesi, di cui sostiene e incoraggia l'opera e con il quale intrattiene una corrispondenza epistolare.

#### La promozione del laicato
Il vescovo Ghezzi si impegna a fondo nella promozione del laicato. Già nel 1913 si formano gruppi dell'Unione Popolare nelle tre parrocchie cittadine (Cattedrale, Sant'Agostino, San Francesco) e in quelle suburbane di Gricignano e del Melello. Nell'anno scolastico 1913-1914 questi gruppi danno vita a corsi serali di istruzione elementare per operai e contadini, sul modello di quanto fatto dal Ghezzi stessi a Treviglio. Dopo la prima guerra mondiale l'Unione Popolare avvia gruppi anche a Pieve Santo Stefano, San Piero in Bagno, Isola di Santa Sofia e Sovara e il vescovo crea la Giunta Diocesana dell'Unione Popolare.
All'inizio degli anni venti comincia a svilupparsi una pastorale revolta ai giovani e nel 1922 vi sono circoli della Gioventù Cattolica nelle Parrocchie di Sansepolcro e a Pieve Santo Stefano, Galeata, Isola di Santa Sofia, Melello, Trebbio e Santa Fiora; Circoli Cattolici di Gioventù Femminile sono attivi a Sansepolcro, Pieve Santo Stefano, Galeata e Caprese Michelangelo. Nei maggiori centri della diocesi, inoltre, vi sono gruppi di Donne Cattoliche e a Sansepolcro, Pieve Santo Stefano e Galeata sono attivate biblioteche circolanti, cioè con il servizio di prestito librario.

Successivamente il vescovo Ghezzi, anche sull'onda delle indicazioni date alla Chiesa da papa Pio XI, sollecita la formazione dell'Azione Cattolica, che nel 1925 conta 20 gruppi parrocchiali di uomini, 8 di donne, 10 di giovani e 10 di ragazze. Nel 1926 l'Azione Cattolica crea cooperative di consumo a Sansepolcro, Castelnuovo, Caprese Michelangelo e Pianetto e promuove la fondazione di casse rurali a Santa Sofia, Isola e Galeata. Il 29 luglio 1928 si tiene un congresso diocesano di Azione Cattolica, nel corso del quale il giovane Amintore Fanfani, studente dell'Università Cattolica di Milano, sollecita un mavoro meglio organizzato: 

#### La promozione della vita consacrata
Negli anni del suo episcopato, mons. Ghezzi mostra anche una grande attenzione verso la vita consacrata, particolarmente femminile. In città accoglie le congregazioni delle Suore della Carità nel 1919 (alle quali affida numerose opere: asilo infantile, orfanotrofio femminile, seminario vescovile, servizi infermieristici e di supporto nell'ospedale civile) e delle Francescane Figlie della Misericordia nel 1928; a Pieve Santo Stefano accoglie le suore Orsoline di Gandino, ma un po' in tutta la diocesi, sia nei centri maggiori che nelle parrocchie rurali, vengono aperte case religiose femminili, dove le suore lavorano come educatrici nelle scuole d'infanzia e collaborano con i parroci nell'attività pastorale, promuovendo anche la condizione femminile attraverso scuole di lavoro. Nell'ambito della vita claustrale autorizza le Clarisse del monastero di Sansepolcro ad adottare l'antica regola di santa Chiara.
Il 25 aprile 1928 erige l'Istituto delle Suore Missionarie Adoratrici e Riparatrici del Sacro Cuore Eucaristico di Gesù.

#### Il periodo della guerra e della resistenza (1940-1944)
Nei primi anni '40, dopo l'ingresso dell'Italia in guerra (10 giugno), continua la sua attività pastorale, sia in diocesi che fuori. Nel marzo 1940 indice la quarta visita pastorale; il 27 ottobre 1940 celebra la messa in occasione della consacrazione della nuova chiesa di Paderno (Mercato Saraceno), in diocesi di Sarsina.
Durante il periodo della Resistenza rimane in sede, offrendo aiuto materiale e sollievo spirituale a tutti coloro che a lui ricorrono. Ripetutamente tratta con le autorità militari germaniche, riuscendo a salvare la città dalla distruzione, sebbene vada a vuoto il tentativo di fare recedere il comando nazista dall'abbattimento della storia Torre di Berta. Con il vescovo collaborano il segretario comunale, cav. Arturo Bellini, il sacerdote don Duilio Mengozzi e i medici dott. Raffaello Alessandri, dott. Fausto Moriani e dott. Carlo Vigo.
Nel 1944 organizza in diocesi la sezione della Pontificia Commissione Assistenza profughi e nel 1948 promuove il sorgere delle ACLI.

#### L'amicizia con Giovanni Papini e con il beato Carlo Liviero
A Sansepolcro il vescovo Ghezzi ha modo di entrare in rapporti di amicizia con uno dei maggiori intellettuali italiani del tempo, il fiorentino Giovanni Papini, che trascorre lunghi periodi estivi a Bulciano (Pieve Santo Stefano), località d'origine della moglie Giacinta Giovagnoli. Nel 1927 così lo il Papini descrive mons. Ghezzi in una lettera indirizzata a Domenico Giuliotti: «Il Vescovo di Sansepolcro è nato a Gorgonzola ed è stato protettore dei fratelli Rossi dell'Opera e se ne tiene. Buon uomo alla lombardesca, contentabile piuttosto, alla mano e senza troppi voli».
Un'intima amicizia, che si traduce anche in collaborazione pastorale, è quella con il vescovo di Città di Castello, il beato Carlo Liviero. Ghezzi e Liviero, entrambi eletti vescovi da Pio X presentano un profilo umano e pastorale molto simile e ciò li porta ad avviare presto un'intensa collaborazione sul piano del ministero episcopale, favorita anche dalla vicinanza delle due città e dalla conformazione territoriale dell'Alta Valle del Tevere; già nel 1913, ad esempio, si comincia a stampare un unico bollettino diocesano. Nel 1914 i due vescovi progettano l'unificazione dei seminari minori delle rispettive diocesi in un unico Seminario Minore Tifernate-Biturgense con due sedi, una a Sansepolcro per i corsi di scuola media e l'altra a Città di Castello per il corso ginnasiale. L'idea poi non viene applicata a motivo della scelta, favorita dalla Santa Sede, di privilegiare i seminari regionali o metropolitani. Accanto a queste significative scelte vi sono numerosi episodi di collaborazione pastorale che mettono in luce lo stretto rapporto tra Ghezzi e Liviero e la loro affinità: nel 1913 mons. Ghezzi è tra i prelati invitati a Città di Castello in occasione della festa della Madonna delle Grazie, patrona della città e della diocesi e i due vescovi organizzano un pellegrinaggio interdiocesano a Roma per l'anno giubilare costantiniano; nel 1914 il Liviero è a Sansepolcro il più occasioni: il 18 agosto è invitato ad accogliere il cardinale Carlo Andrea Ferrari, arcivescovo di Milano, in visita al vescovo Ghezzi e il 27 dicembre presiede nella cattedrale la celebrazione della festa di san Giovanni Evangelista, patrono della città e della diocesi e nell'occasione tiene un incontro con il clero diocesano; nel 1915 è ancora invitato a Sansepolcro, per un ritiro del clero e la predicazione della festa di san Giuseppe; nel 1917, poi, predica il triduo di preparazione alla festa per il venticinquesimo anniversario dell'ordinazione episcopale di mons. Ghezzi e il giorno della festa tiene il discorso ufficiale. Il 13 aprile 1920 mons. Ghezzi celebra una messa e tiene una predicazione a Città di Castello, nella chiesa di San Domenico, in occasione dei festeggiamenti per il settimo centenario della morte della beata Margherita e il successivo 15 giugno mons. Liviero interviene al Convegno Eucaristico Diocesano di Sansepolcro, tenutosi nel santuario della Madonna delle Grazie, intervenendo in merito alla comunione eucaristica quotidiana. Il 16 marzo 1922 mons. Liviero tiene il ritiro spirituale per i sacerdoti di Sansepolcro presso il Seminario Vescovile cittadino e il 13 dicembre 1928 è a Pieve Santo Stefano per il ritiro del clero dei vicariati di Pieve, Mogginano e Sigliano. Nell'estate del 1932 mons. Ghezzi si reca all'ospedale di Fano per visitare mons. Liviero durante la degenza seguita all'incidente stradale occorsogli il 24 luglio e i cui effetti risulteranno fatali per il vescovo tifernate e dopo la morte, avvenuta il 7 luglio, ne presiederà la esequie e gli succederà come amministratore apostolico. Nel 1956 sarà proprio mons. Ghezzi a sollecitare la superiora generale delle Piccole Ancelle del Sacro Cuore, madre Cristina Menchi, a inoltrare all'autorità ecclesiastica la richiesta di apertura del processo di beatificazione di Carlo Liviero.

#### L'amicizia con Amintore Fanfani
Pompeo Ghezzi segue con attenzione la formazione di Amintore Fanfani, tra i più promettenti giovani cattolici della sua diocesi. La stima dello statista nei confronti del vescovo è ben documentata per gli anni iniziali della carriera politica di Fanfani. Una indiretta testimonianza è contenuta in una lettera indirizzata al vescovo da don Pietro Cascianini 12 settembre 1947, nella quale il mittente fa riferimento a un discorso tenuto a San Piero in Bagno il 31 agosto precedente da Fanfani, che affermò: «Una delle ragioni che mi rende premuroso per questa vostra terra di Romagna è perché anche io sono un vostro condiocesano figlio spirituale come voi del nostro venerando, e venerato pastore di Sansepolcro». Due anni dopo, impossibilitato a partecipare ai festeggiamenti per l’ottantesimo compleanno di mons. Ghezzi, perché invitato troppo tardi, il 3 novembre 1949 Amintore Fanfani, scrive al vescovo: «Avrei con grandissimo piacere partecipato anche io per dimostrare ancora una volta il mio attaccamento alla Sua persona e il mio apprezzamento per l’opera benemerita che Lei va svolgendo». Il 7 giugno 1952 Fanfani invia al Ghezzi un telegramma di felicitazioni per il sessantesimo anniversario di sacerdozio e il quarantesimo di episcopato nel quale lo ringrazia per la «continua benevolenza V. E. mio riguardo». Infine, appresa la notizia della morte del Ghezzi, avvenuta il 17 aprile 1957, Fanfani telegrafa: «Partecipo vivamente commosso lutto clero et cattolici diocesi Sansepolcro per perdita venerato arcivescovo Ghezzi».

#### I sacerdoti ordinati e i vescovi consacrati
Tra i tanti sacerdoti ordinati dal vescovo Ghezzi si segnalano Duilio Mengozzi, ordinato il 17 febbraio 1938; Amedeo Potito, ordinato il 14 ottobre 1940; Francesco Babini, ordinato nel 1939; Ercole Agnoletti, ordinato il 17 marzo 1945; Giacomo Babini, ordinato il 28 giugno 1953, poi eletto vescovo nel 1987.
Il 6 settembre 1931, con i vescovi Carlo Liviero di Città di Castello e Bonaventura Porta di Pesaro, è tra i consacranti del vescovo Agostino Mancinelli, vescovo eletto di Nazianzo. La consacrazione episcopale è celebrata nella Basilica Cattedrale di Città di Castello.

### Amministratore apostolico di Città di Castello
Il 7 luglio 1932, a seguito di un incidente stradale, muore all'ospedale di Fano il vescovo di Città di Castello, Carlo Liviero. La successione si presenta difficile, sia a motivo dell'improvvisa morte che per le tante opere avviate dal vescovo Liviero e che richiedono ancora di essere stabilizzate. La persona adatta a gestire il difficile momento di transizione è individuata proprio nel Ghezzi, che fin dal suo ingresso in diocesi aveva collaborato strettamente con il Liviero e che viene nominato amministratore apostolico di Città di Castello, carica che ricopre per undici mesi (dall'8 luglio 1932 al 4 giugno 1933). In questo delicato periodo mons. Ghezzi si trova a dover affrontare la questione della Scuola Elementare Vescovile di Città di Castello, dal momento che il Seminario Vescovile non può più provvedere al suo mantenimento. Per evitarne la chiusura le suore Piccole Ancelle del Sacro Cuore si accollano l'onere della scuola, restando al Seminario il compito di provvedere ai locali.
Mons. Ghezzi rimarrà sempre molto legato anche all'ambiente ecclesiale di Città di Castello. Il 25 agosto 1934 celebra nella cattedrale tifernate la messa di requiem nel trigesimo della morte del vescovo mons. Maurizio Francesco Crotti e nel successivo mese di ottobre predica il ritiro al clero diocesano. Nel luglio del 1935 accompagna in pellegrinaggio al santuario di Canoscio un gruppo di ammalate degenti nell'ospedale di Sansepolcro; il 28 luglio 1935 è tra i vescovi che accolgono in città la salma di S.E. mons. Maurizio Francesco Crotti; il 26 agosto 1935 celebra un solenne pontificale nel santuario della Madonna delle Grazie, patrona di Città di Castello, in occasione della riapertura della cappella principale al termine dei restauri, e vi ritorna il 1º settembre; il 15 agosto 1936 amministra la cresima nel santuario di Canoscio e successivamente prende parte alla funzione eucaristica a Pistrino; il 26 settembre 1937 partecipa alle celebrazioni per il secondo centenario dell'incoronazione della Madonna Addolorata venerata nella chiesa del monastero tifernate delle Benedettine; nel 1941 presiede la solenne celebrazione eucaristica in cattedrale in occasione del primo centenario di fondazione delle Figlie della Misericordia; nel 1949 accoglie in diocesi l'immagine della Madonna di Canoscio per una Peregrinatio Mariae.

### Arcivescovo titolare di Gabula
Lasciata la diocesi nel 1953, si ritira a Erba, nella nativa Lombardia, con il titolo di arcivescovo titolare di Gabula, conferitogli da papa Pio XII il 25 ottobre 1953.
Il 10 maggio 1956 torna a Sansepolcro, ospite del vescovo Domenico Bornigia che lo ha invitato in occasione della celebrazione di apertura del congresso eucaristico diocesano.

### La morte
Muore il 17 aprile del 1957 a Erba. La venerata salma è tumulata nella Cattedrale di Sansepolcro il 23 aprile seguente.

## Onorificenze
Nel 1927 è nominato cittadino onorario di Sansepolcro.

## Nella memoria della città
Già durante la sua vita il vescovo Pompeo Ghezzi, durante il suo lungo e intenso episcopato, ottiene un'ampia popolarità. Nel 1937, ad esempio, viene realizzata in suo onore una campana per la chiesa parrocchiale di Pietrapazza, che nel 1970 è stata collocata nella cella campanaria della nuova chiesa parrocchiale di Santa Maria al Melello, quartiere alla periferia nord di Sansepolcro.
È soprattutto nella memoria della gente di Sansepolcro, che per quattro decenni ha visto la sua familiare figura attraversare le strade e le piazze della città e fermarsi a parlare con tutti, con uno stile semplice e immediato, di grande comunicatività, che la memoria di mons. Ghezzi è più viva. Inoltre, il profondo legame tra Pompeo Ghezzi e Sansepolcro si è rinsaldato in almeno due momenti: l'intervento del vescovo affinché la città rimanesse capoluogo di mandamento nel 1927 e il rimanere in mezzo alla popolazione durante l'estate del 1944, quando l'Alta Valle del Tevere era attraversata dal fronte bellico e divisa tra i soldati tedeschi in fuga verso nord e l'esercito degli alleati in avanzata da sud. Per quest'ultimo motivo, nel 1974 - a trent'anni da quei fatti - è stata dedicata alla memoria del vescovo Ghezzi una strada cittadina nel quartiere Le Forche. Anche a Treviglio una strada cittadina porta il nome di Via Monsignor Pompeo Ghezzi.
Nel 1982, in occasione del XXV anniversario della morte il popolo di Sansepolcro e il capitolo della cattedrale hanno posto una lapide artistica sulla tomba, con la seguente epigrafe:
17 APRILE 1982

IL CAPITOLO DELLA CATTEDRALE E IL POPOLO DI SANSEPOLCRO NEL XXV ANNIVERSARIO

DELLA MORTE

RICORDANO MONS. POMPEO GHEZZI MAESTRO E PADRE DI QUESTA DIOCESI PER 41 ANNI

Nel 1992 fu commemorato l'80º anniversario della consacrazione episcopale con una conferenza di mons. Ercole Agnoletti nel salone dell'episcopio di Sansepolcro e nel 1997 vennero celebrati i 40 anni dalla morte con una solenne concelebrazione eucaristica presieduta da mons. Giovanni D'Ascenzi, suo quarto successore sulla cattedra di Sansepolcro. Inoltre, nel 2007 il Comune di Sansepolcro ha promosso una giornata commemorativa in occasione del cinquantesimo anniversario della morte.
Il 27 dicembre 2023, ricorrendo il settantesimo anniversario della fine del suo episcopato a Sansepolcro, nel chiostro del Palazzo Vescovile è stata collocata una lapide marmorea che lo ricorda, inaugurata dal vescovo Andrea Migliavacca, suo ottavo successore sulla cattedra di Sansepolcro, e dal sindaco Fabrizio Innocenti. Il testo recita:
A

POMPEO GHEZZI

VESCOVO DI SANSEPOLCRO DAL 1912 AL 1953

ATTENTO AI BISOGNI DEL POPOLO A LUI AFFIDATO 

DISPIEGÒ CON GENEROSITÀ E ABNEGAZIONE

LA SUA AZIONE PASTORALE

ANCHE NELLE ASSOCIAZIONI CARITATIVE

E NELLE PUBBLICHE ISTITUZIONI. 

PROMOSSE LA RINASCITA DELL’OSPEDALE CIVICO

DIFESE CON FERMEZZA LA TOSCANITÀ DI SANSEPOLCRO

RESTITUÌ ALLA CATTEDRALE SUA ANTICA BELLEZZA.

NEI TEMPI DELLA GUERRA

TESTIMONIÒ LA SUA GRANDE FEDE

PRODIGANDOSI CON CORAGGIO

PER ALLEVIARE LE SOFFERENZE DELLA POPOLAZIONE

E DIFENDERE LA CITTÀ DALLE DISTRUZIONI. 

SANSEPOLCRO GRATA NE FA MEMORIA

MMXXIII

## Genealogia episcopale
La genealogia episcopale è:
- Cardinale Scipione Rebiba
- Cardinale Giulio Antonio Santori
- Cardinale Girolamo Bernerio, O.P.
- Arcivescovo Galeazzo Sanvitale
- Cardinale Ludovico Ludovisi
- Cardinale Luigi Caetani
- Cardinale Ulderico Carpegna
- Cardinale Paluzzo Paluzzi Altieri degli Albertoni
- Papa Benedetto XIII
- Papa Benedetto XIV
- Papa Clemente XIII
- Cardinale Marcantonio Colonna
- Cardinale Giacinto Sigismondo Gerdil, B.
- Cardinale Giulio Maria della Somaglia
- Vescovo Carlo Odescalchi, S.I.
- Cardinale Costantino Patrizi Naro
- Cardinale Lucido Maria Parocchi
- Cardinale Andrea Carlo Ferrari
- Arcivescovo Pompeo Ghezzi